# Andinápolis
Andinápolis es un centro poblado del municipio de Trujillo en el departamento del Valle del Cauca, Colombia. Está ubicado en la zona cafetera de la cordillera occidental. Las veredas sobre las que ejerce influencia son: Las Melenas, Altomira, La Sonadora, Arauca, El Dinde, Cristales y Arabia. Su economía, netamente agrícola depende del cultivo del café.
En la última década, ha cobrado importancia el cultivo del plátano, que poco a poco se ha ido tecnificando. También se cultiva sin tecnificar frijol, maíz, frutas y hortalizas, siendo su producción tan baja, que no alcanza a abastecer la demanda local. Existen terrenos de pastizal dedicados al ganado bovino.